# Oxalis riparia
Oxalis riparia är en harsyreväxtart som beskrevs av Norlind. Oxalis riparia ingår i släktet oxalisar, och familjen harsyreväxter. Inga underarter finns listade i Catalogue of Life.